# Frederic
Frederic és una població dels Estats Units a l'estat de Wisconsin. Segons el cens del 2000 tenia 1.262 habitants.

## Demografia
Segons el cens del 2000, Frederic tenia 1.262 habitants, 536 habitatges, i 286 famílies. La densitat de població era de 316,4 habitants per km².
Dels 536 habitatges en un 23,1% hi vivien nens de menys de 18 anys, en un 41% hi vivien parelles casades, en un 9,1% dones solteres, i en un 46,5% no eren unitats familiars. En el 42,2% dels habitatges hi vivien persones soles el 25,2% de les quals corresponia a persones de 65 anys o més que vivien soles. El nombre mitjà de persones vivint en cada habitatge era de 2,15 i el nombre mitjà de persones que vivien en cada família era de 2,99.
Per edats la població es repartia de la següent manera: un 23% tenia menys de 18 anys, un 6,3% entre 18 i 24, un 22,3% entre 25 i 44, un 16,9% de 45 a 60 i un 31,5% 65 anys o més.
L'edat mediana era de 44 anys. Per cada 100 dones de 18 o més anys hi havia 70,2 homes.
La renda mediana per habitatge era de 25.380 $ i la renda mediana per família de 40.000 $. Els homes tenien una renda mediana de 30.987 $ mentre que les dones 19.813 $. La renda per capita de la població era de 15.685 $. Aproximadament el 5,6% de les famílies i el 10,9% de la població estaven per davall del llindar de pobresa.

## Poblacions més properes
El següent diagrama mostra les poblacions més properes.